# کنسرسیوم خط‌لوله کاسپین

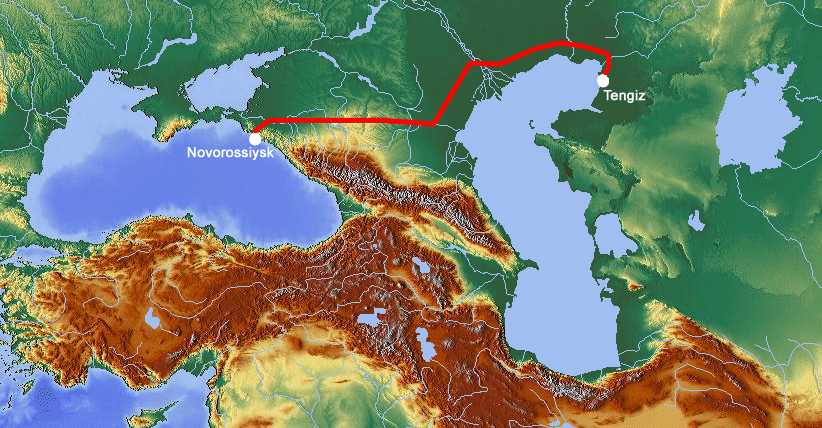
کنسرسیوم خط‌لوله کاسپین

کنسرسیوم خط‌لوله کاسپین (انگلیسی: Caspian Pipeline Consortium) شرکت انتقال نفت قزاقستانی-روسی است، که در سال ۲۰۰۱ از مشارکت شرکت‌های ترانس‌نفت، شورون، لوک اویل، اکسان‌موبیل، روس‌نفت، رویال داچ شل، آجیپ، گروه بی‌جی، کزمونای‌گس و بی‌پی، با هدف انتقال نفت میدان تنگیز، قزاقستان تأسیس شد.